# Niagara - Quando la natura fa spettacolo
Niagara - Quando la natura fa spettacolo è stato un programma televisivo italiano, condotto da Licia Colò andato in onda su Rai 2 per 6 puntate dal 24 settembre al 29 ottobre 2018.

## Il programma
Il programma presenta documentari girati in diverse zone del mondo. Ogni puntata è incentrata su un tema: il regno dell'acqua, il rapporto tra l'uomo e il pianeta, i luoghi che rivelano la storia della Terra, come proteggere il futuro, le forze della natura che cambiano il mondo.
Nel programma intervengono tre esperti: Valerio Rossi Albertini che spiega le soluzioni tecnologiche offerte dalla natura, il giornalista Alessio Aversa e il biologo Raffaele di Placido che realizzano inchieste sugli spettacoli della natura che si rischia di perdere. In ogni puntata è inoltre presente il racconto di un "Eroe della Terra", un personaggio che ha combattuto e talvolta perso persino la vita per difendere la natura e gli animali.

## Ascolti
| Puntata | Titolo                                 | Messa in onda     | Telespettatori | Share |
| ------- | -------------------------------------- | ----------------- | -------------- | ----- |
| 1ª      | Il regno dell'acqua                    | 24 settembre 2018 | 1.405.000      | 6,25% |
| 2ª      | L'equilibrio possibile                 | 1º ottobre 2018   | 1.367.000      | 5,90% |
| 3ª      | Quattro milioni di anni fa... la Terra | 8 ottobre 2018    | 1.229.000      | 5,56% |
| 4ª      | La forza della natura                  | 15 ottobre 2018   | 1.219.000      | 5,50% |
| 5ª      | L'importanza di proteggere il futuro   | 22 ottobre 2018   | 1.283.000      | 5,50% |
| 6ª      | La natura che cambia se stessa         | 29 ottobre 2018   | 1.238.000      | 5,49% |
| Media   | Media                                  | Media             | 1.290.000      | 5,70% |